# Jennifer Pöltl
Jennifer Pöltl (* 4. August 1993) ist eine österreichische Fußballspielerin.

## Karriere

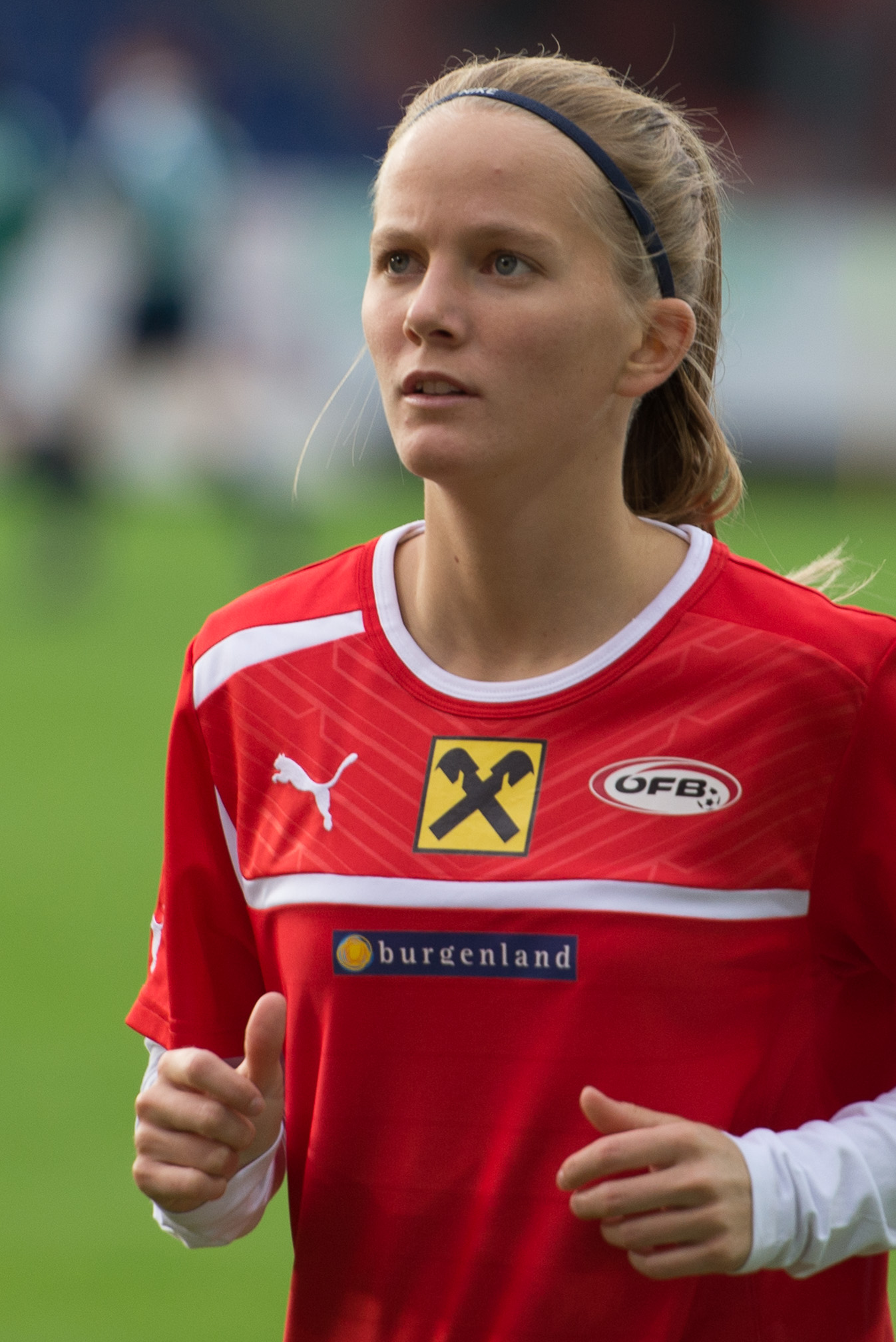
Jennifer Pöltl im Trikot der österreichischen Nationalmannschaft (2014)

Pöltl begann ihre Karriere im Nachwuchs des SV Steinberg. Von Sommer 2008 bis 2012 spielt Pöltl beim FC Südburgenland und wechselte dann zu FSK SImacek St. Pölten - Spratzern. Zurzeit spielt Pöltl ebenfalls beim Team der East Tennessee State University. Mit dem FC Südburgenland holte Pöltl 2011 den Österreichischen Vizemeistertitel. Pöltl war zudem als Einzelspielerin für den Bruno 2010 als „Beste Österreichische Fußballerin“ nominiert. Mit dem FC Südburgenland bekam sie den Bruno 2011 als „Beste Österreichische Damenfußball-Mannschaft 2010/11“ verliehen. Im ÖFB Ladies Cup Finale 2013 holte sich Pöltl mit ihrem Verein FSK SImacek St. Pölten - Spratzern den ersten Cup-Sieg der Vereinsgeschichte. Von den Trainern und Fans wurde Jennifer Pöltl im Fanvoting zur Spielerin der Saison 2012/2013 gewählt. Der Verein wurde 2016 in den SKN St. Pölten eingegliedert.
Pöltl spielt international derzeit für das Österreichische Nationalteam im A-Kader und spielte auch schon in der U17 und U19 Kampfmannschaft.